# Петраци (Фиренца)
Петраци је насеље у Италији у округу Фиренца, региону Тоскана.
Према процени из 2011. у насељу је живело 479 становника. Насеље се налази на надморској висини од 56 м.